# 버터 러버
《버터 러버》(영어: Butter)는 2011년 공개된 미국의 코미디 영화이다.
2011년 9월 4일 2011 텔류라이드 영화제에서 전 세계 최초로 상영되었으며, 2012년 10월 5일 와인스틴 컴퍼니에서 산하 배급사인 레이디어스TWC를 통해 개봉했다. 이 영화는 2008년 민주당 대선 예비 선거를 풍자한 것으로 알려져 있다. 버터 러버는 영화 대본의 유머와 풍자에 접근한 스미스의 방향성, 앙상블 출연진의 연기 측면에 의문을 제기하는 비평가들로부터 엇갈린 평가를 받았다. 이 영화는 제작 예산 1,080만 달러 대비 전 세계적으로 175,706 달러의 수익을 올린 흥행 실패작이었다.

## 줄거리
아이오와주 존슨군에서 백인 위탁 부모 밑에서 자란 10살 흑인 소녀 데스티니는 우연히 주 박람회 버터 조각 전시장에서 최후의 만찬과 성배를 재현하는 뛰어난 조각 실력을 보인다. 데스티니는 박람회에서 15년 연속 우승한 버터 조각가 밥 피클러를 만난다. 밥이 다른 참가자들에게도 기회를 주어야한다는 이유로 다음 대회부터 참가를 삼가달라는 요청을 받자 밥의 야심찬 아내 로라가 크게 반발하며 대회에 직접 참가하게 된다.
로라 외에도 밥에게 돈을 받아야 하는 스트리퍼 브룩, 그리고 데스티니까지 대회에 참여하게 되면서 경쟁은 과열된다. 로라는 연습에도 불구하고 예선에서 데스티니에게 밀리자, 자신의 옛 남자친구이자 역시 뛰어난 버터 조각가인 보이드 볼턴을 이용해 데스티니가 부정을 저질렀다고 모함한다. 로라는 주 박람회에서 데스티니와 재대결을 제안하고, 다른 사람들은 불만을 토로하지만 데스티니는 이를 받아들인다.
한편 브룩은 밥의 딸 케이틀린에게서 돈을 받아내고, 브룩은 그 돈으로 데스티니에게 셰프용 칼 세트를 사준다. 데스티니는 친엄마의 사망 소식을 듣고 슬픔에 잠긴다. 주 박람회에서 로라는 존 F. 케네디 암살 장면을 조각하고, 데스티니는 친엄마가 자신을 안고 있는 모습을 조각한다. 대회 전날 밤, 보이드는 데스티니의 조각을 훼손한다. 하지만 손상된 조각은 오히려 심사위원들로부터 “출산 후 버려진 아이의 고뇌에 대한 탐구”라는 평가를 받으며 데스티니에게 우승을 안겨준다.
데스티니는 로라에게 “이게 전부가 아니다”라고 말하며 위로하고, 로라는 자신의 새로운 목표를 찾기로 결심한다. 결국 데스티니는 에밋 부부에게 입양되고, 로라는 신의 계시를 받았다는 명목으로 주지사 선거에 출마한다.

## 출연
- 제니퍼 가너 - 로라 피클러 역
- 야라 샤히디 - 데스티니 역
- 타이 버렐 - 밥 피클러 역
- 올리비아 와일드 - 브룩 역
- 롭 코드리 - 이선 에밋 역
- 애슐리 그린 - 케이틀린 피클러 역
- 얼리샤 실버스톤 - 질 에밋 역
- 휴 잭맨 - 보이드 볼턴 역
- 크리스틴 샬 - 캐럴앤 스티븐슨 역
- 필리스 스미스 - 낸시 역
- 커리나 체이스
- 브렛 힐
- 프루잇 테일러 빈스

## 기타 제작진
- 배역: 카먼 큐바
- 미술: 토니 패닝
- 세트: 신시아 러저네스
- 의상: 수지 디샌토
- 편집보: 피터 그보즈다스